# فرودگاه ملی آمریکا
 فرودگاه ملی آمریکا (به انگلیسی: Republic Airport) یک فرودگاه همگانی بهره‌برداری هوایی با کد یاتا FRG است که یک باند فرود آسفالت دارد و طول باند آن ۱۶۸۱ متر است. این فرودگاه در شهر لانگ آیلند کشور ایالات متحده آمریکا قرار دارد و در ارتفاع ۲۵ متری از سطح دریا واقع شده است.

## شرکت‌های هواپیمایی و مقصدهای پروازی
| شرکت‌های هواپیمایی | مقصدهای پروازی     |
| ----------------- | ------------------ |
| Via Air           | فصلی: نیاگارا فالز |

### Charter airlines
| شرکت‌های هواپیمایی | مقصدهای پروازی           |
| ----------------- | ------------------------ |
| Dee Casino Tours  | چارتر فصلی: اتلنتیک سیتی |
| Talon Air, Inc.   | Charter; Any location    |